# Calpernia Addams
Calpernia Sarah Addams (ur. 20 lutego 1971 w Nashville) – amerykańska autorka, aktorka i muzyk, rzeczniczka prasowa, osobowość medialna, działaczka na rzecz osób transpłciowych.

## Życiorys
Wychowała się na przedmieściach Nashville w stanie Tennessee, gdzie też się urodziła. Służyła w Siłach Zbrojnych Stanów Zjednoczonych i United States Marine Corps. Podczas ostatniego roku służby w wojsku dokonała coming outu jako kobieta transpłciowa. Zmieniła imię i nazwisko na Calpernię Addams; przy wyborze imienia wykorzystała nazwisko Kalpurnii, trzeciej i ostatniej żony Juliusza Cezara (lub postaci Calpernii ze sztuki Szekspira Juliusz Cezar), oraz – przede wszystkim – Calpernii Addams, krewnej tytułowych bohaterów Rodziny Addamsów.
W roku 1999 pracowała jako wykonawczyni muzyczna w jednym z klubów. Wówczas poznała żołnierza Barry’ego Winchella, z którym wkrótce się związała. Na temat relacji łączących parę spekulowali żołnierze z bazy Barry’ego. Ich nietolerancja doprowadziła następnie do tragedii – Winchell został zamordowany za złamanie zasady „don’t ask, don’t tell”. Na kanwie tych zdarzeń oparto zrealizowany w roku 2003 film telewizyjny Dziewczyna żołnierza. W rolę Addams wcielił się aktor Lee Pace.
W 2002 roku wyjechała do Los Angeles, gdzie rozpoczęła karierę aktorską i piosenkarską. W roku 2003 została uhonorowana nagrodą National Gay and Lesbian Task Force Leadership Award. W tym samym roku opublikowała książkę biograficzną pt. Mark 947: A Life Shaped by God, Gender and Force of Will, w której opisała historię swojej tranzycji.
Szum medialny wokół sprawy śmierci Winchella przyspieszył karierę Addams w showbiznesie. W 2005 artystka wystąpiła u boku Felicity Huffman w dramacie Transamerica.